# Roman Pavlík
Roman Pavlík (Praga, 17 gennaio 1976) è un ex calciatore ceco, di ruolo portiere.

## Palmarès

### Club

#### Competizioni nazionali
- Campionato ceco: 1

Viktoria Plzeň: 2010-2011